# Paul Wylie
Paul Stanton Wylie (* 28. Oktober 1964 in Dallas, Texas) ist ein ehemaliger US-amerikanischer Eiskunstläufer.

## Biografie
Wylie begann im Alter von drei Jahren mit dem Eiskunstlaufen. Als er elf Jahre alt war, zog seine Familie nach Denver, Colorado, wo er dann für neun Jahre bei Carlo Fassi trainierte. Er trainierte dort auch mit John Curry und Robin Cousins zusammen, die ebenfalls Schüler Fassis waren. Cousins wohnte sogar bei Wylies Familie, als er sich für die Olympischen Spiele 1980 vorbereitete. In diesem Jahr gewann Wylie unterdessen mit seiner damaligen Eiskunstlaufpartnerin Dana Graham die US-amerikanischen Juniorenmeisterschaften im Paarlaufen. Bei den gleichen Juniorenmeisterschaften gewann er außerdem die Silbermedaille bei den Herren. Da finanzielle Unterstützung fehlte, beendete er den Paarlauf. Im darauf folgenden Jahr gewann er sowohl die US-amerikanischen Juniorenmeisterschaften der Herren als auch die Juniorenweltmeisterschaften der Herren. 1985 wechselte er den Trainer, ging nach Boston und arbeitete fortan mit Trainer Evy Scotvold und Choreografin Mary Scotvold. Nebenbei studierte er an der Harvard-Universität.
Paul Wylie war in den Jahren 1988, 1990 und 1992 Zweiter der US-Meisterschaften und gewann überraschend 1992 auch die Silbermedaille bei den Olympischen Winterspielen in Albertville. Bei Weltmeisterschaften war er nie über den neunten Platz hinausgekommen und bei den nationalen Meisterschaften vor den Olympischen Spielen zeigte er eine so dürftige Leistung, dass viele seine Nominierung in Frage stellten.
Nach diesen Olympischen Winterspielen wurde er Profi. Er trat von 1992 bis 1998 bei der Eisrevue Stars on Ice auf und gewann 1993 die Weltmeisterschaften bei den Profis. Nach 1998 ging er an die Harvard Business School und war in der Wirtschaft tätig. Zwischenzeitlich arbeitete er für The Walt Disney Company. Nach 2004 kehrte er wieder für 22 Auftritte zu Stars on Ice zurück und war auch für An Evening with Champions tätig, der von John Misha Petkevich an der Harvard-Universität ins Leben gerufenen Eiskunstlaufveranstaltung um Gelder für Krebsstiftungen zu sammeln. Wylie arbeitet außerdem als Sportkommentator bei ESPN und Universal Sports.
Am 14. August 1999 heiratete Wylie Kate Presbrey. Mit ihr hat er drei Kinder und lebt in Charlotte, North Carolina, wo er auch für die Billy Graham Evangelistic Association tätig war, eine von Billy Graham gegründete christliche Institution. Momentan hat er ein eigenes Unternehmen, eine Agentur für sportlich orientierten Tourismus. Außerdem trainiert er Eiskunstläufer im Extreme Ice Center in Indian Trail.

## Ergebnisse
| Jahr                             | 1981 | 1982 | 1983 | 1984 | 1985 | 1986 | 1987 | 1988 | 1989 | 1990 | 1991 | 1992 |
| -------------------------------- | ---- | ---- | ---- | ---- | ---- | ---- | ---- | ---- | ---- | ---- | ---- | ---- |
| Olympische Winterspiele          |      |      |      |      |      |      |      | 10.  |      |      |      | 2.   |
| Weltmeisterschaften              |      |      |      |      |      |      |      | 9.   |      | 10.  | 11.  |      |
| Juniorenweltmeisterschaften      | 1.   |      |      |      |      |      |      |      |      |      |      |      |
| US-amerikanische Meisterschaften |      | 11.  | 5.   | 4.   | 5.   | 5.   | 5.   | 2.   | 3.   | 2.   | 3.   | 2.   |